# Miquel Reniu i Tresserras
Miquel Reniu i Tresserras (Mataró, 1944). Professor i polític català.
L'any 1970 es va llicenciar en Filosofia i Lletres a la Universitat de Barcelona. Va començar la seva activitat laboral al món editorial i en la docència. Va exercir de lector al Lycée Chaptal (París), va ser professor al Departament d'Art de la Universitat Autònoma de Barcelona i va ser director i professor a l'Institut Politècnic Miquel Biada de Mataró, durant el seu mandat com a director va crear l'Escola Universitària de Mataró, adscrita a la Universitat Politècnica de Catalunya. El 1984 va ser nomenat director general de Formació Professional i Ensenyaments Artístics de la Generalitat de Catalunya, va introduir els convenis escola-empresa per afavorir l'ensenyament dual i les reformes de la formació professional, tasca que va continuar des de l'INCANOP (Institut Català de Noves Professions).
Va assumir la Direcció General de Política Lingüística l'any 1988, amb l'objectiu fonamental de donar impuls a l'ús social del català; per això va crear el Consorci per a la Normalització Lingüística (1989), cercant la col·laboració de totes les administracions locals catalanes amb la Generalitat de Catalunya, per difondre el coneixement i l'ús social del català a la població adulta a tot Catalunya, i l'adopció per part de les administracions locals del seu reglament d'ús de la llengua. Durant el seu mandat com a director general de Política Lingüística el Govern de la Generalitat de Catalunya va aprovar el Pla General de Normalització Lingüística (7 de març de 1995). El Pla va possibilitar la creació de serveis lingüístics en l'àmbit privat i públic, molt especialment en l'àmbit socioeconòmic i el cultural, i va donar un fort impuls a l'ús del català. Entre el 1996 i el 2000 va presidir la Comissió de Lectorats de Català de la Generalitat de Catalunya, per promoure els estudis de la llengua i la literatura catalanes a les universitats del món (avui assumida per l'Institut Ramon Llull). Posteriorment, va formar part durant diverses legislatures del Consell d'Administració de la Corporació Catalana de Ràdio i Televisió.
En l'àmbit estrictament polític, va col·laborar activament amb els partits antifranquistes durant la clandestinitat. A la transició democràtica, va militar en el PSC(R) de Josep Pallach fins a la mort del dirigent. Posteriorment va militar a l'ERC d'Heribert Barrera i a CDC, on fou membre del CEN (executiu) i president de l'institut de formació del partit. Amb la dissolució de CDC va deixar tota militància de partit.

## Obres
- Des del centreesquerra, Pere Baltà, Joaquim Ferrer, Rafel Hinojosa, Miquel Reniu. Rúbrica Editorial, 2000.[9]
- Catalunya inacabada, Pere Baltà, Joaquim Ferrer, Rafel Hinojosa, Miquel Reniu. Rúbrica Editorial, 2003.[10]
- Planificació lingüística: estructures i legislació. Generalitat de Catalunya, 1994.
- Cultura a Catalunya anys noranta, Joan Guitart i Agell. "Un nou impuls a la política lingüística", Miquel Reniu i Tresserras. Generalitat de Catalunya. Departament de Cultura, 1990.
- "El Pla General de Normalització Lingüística: un projecte per a tothom". Revista de Llengua i Dret. EAPC, núm. 23.[11]
- "Un nou model lingüístic per a Europa". Revista de Llengua i Dret. EAPC, núm. 21